# Большая Томленка
Большая Томленка (устар. Томленая) — река в России, протекает по Орловскому и Пролетарскому районам Ростовской области. Длина реки составляет 32 км, площадь водосборного бассейна 184 км².
Начинается у населённого пункта Советское. Течёт сначала на юго-запад, у посёлка Красный Садовод поворачивает на юг. Устье реки находится в 207 км реки Маныч (Пролетарское водохранилище). В низовьях - пруд Буряков.
Основные притоки - балки Крюковская, Средняя Томленка и Малая Томленка, все впадают слева.

## Данные водного реестра
По данным государственного водного реестра России относится к Донскому бассейновому округу, водохозяйственный участок реки — Маныч от истока до Пролетарского гидроузла, без рек Калаус и Егорлык, речной подбассейн реки — бассейн притоков Дона ниже впадения Северского Донца. Речной бассейн реки — Дон (российская часть бассейна).
Код объекта в государственном водном реестре — 05010500712107000016682.